# Donde el círculo termina
Donde el círculo termina es una película mexicana dirigida por Alfredo B. Crevenna y escrita por Luis Spota. Una complicada trama policíaca que involucra a un empresario, su amante, su esposa, un delincuente, El miles, y un muerto, todos ellos confrontados por un agente de policía, es la base de esta historia.

## Sinopsis
La rica Gabriela asesina a un tal Tovar; el empresario Raúl, marido de ella, administra sus negocios y gasta mucho con su amante Isabel: Al practicarse una auditoría, él quiere cubrir sus desfalcos y pide un préstamo a su esposa pero ella se lo niega; un inspector averigua por una llave duplicada que la esposa e Isabel fueron amantes de Tovar; el esposo paga al pistolero El Miles para que mate a su mujer. Él es hermano de la amante y mata a la esposa pero a su vez es muerto por el empresario, que queda como presidente de la compañía. La amante enloquece, el empresario es detenido por un boleto que tenía para Miles y lo acusan de matar a su mujer y a Tovar.

## Reparto
- Sara Montiel como Isabel.
- Raúl Ramírez como Raúl del Río.
- Nadia Haro Oliva como Gabriela.
- Jorge Martínez de Hoyos como el inspector Carlos Carrillo.
- Rafael Estrada como El Miles.
- Antonio Raxel como Vélez, jefe de consejo.
- Armando Arriola como el contador Martínez.
- Humberto Rodríguez como contador.

## Banda sonora
Fue interpretada por la Orquesta de la Sección de Filarmónicos del S.T.P.C. de la R. M.

## Realización
Se comenzó a filmar el 9 de junio de 1955, en los Estudios Churubusco. Y se estrenó el 11 de abril de 1956 en el Cine Orfeón.